# 滝本淳助
滝本 淳助（たきもと じゅんすけ、1954年 - ）は、日本の写真家、カメラマン。

## 来歴
東京都渋谷区千駄ヶ谷出身。両親は共に人形劇団プークの劇団員で、母方の祖父は瑞円寺の僧侶。
渋谷区立千駄谷小学校、渋谷区立外苑中学校を経て、世田谷高等学校（現在の世田谷学園高等学校）に進学。
法政大学夜間部在学中に、劇団「東京キッドブラザース」に在籍していた巻上公一（1978年にヒカシューを結成）に誘われて独学で写真を学び、同劇団の専属カメラマンを務める。
1978年頃、巻上から末井昭（編集者で『写真時代』の創刊者）を紹介され、雑誌などでフリーカメラマンとして活動する。
久住昌之によるレポート「タキモトの世界」は、雑誌『写真時代』（白夜書房）の1985年9月号から1989年8月号まで連載され、これをまとめて1992年に同タイトルで単行本として太田出版から刊行された。その後2013年に復刊ドットコムから復刊された。久住との雑談形式で、ペパロニライスなど、滝本が持つさまざまな価値観が言語化されている。
1989年にTBSの『三宅裕司のいかすバンド天国』にも出場したロックバンド「大島渚」に、ドラム・タンバリンで参加した（アルバム第1作のみ）。他のメンバーにはみうらじゅん、喜国雅彦らがいた。

## テレビ
- タモリ倶楽部（テレビ朝日） - 1987年からのコーナー「東京トワイライトゾーン」に、久住昌之とともにレギュラー出演
- ミチコ・オグラの見るがいいわ（1991年 - 1992年、日本テレビ） - 「顔マネ塾」コーナーに“顔マネフォトグラファー”として出演
- Woming（1993年 - 1994年、静岡第一テレビ）  - レギュラーコメンテーター

## 連載
- 見かけ至上主義[10] - 1994年 『FromA』（リクルート）

## 著書
- 「ア・ン・バ・ラ・ン・ス　ヒカシュー詩・写真集」滝本淳助撮影 パブリッシャーハウスアミューズ 1981
- 「写真四コマ漫画」久住昌之 作,滝本淳助 撮影 白夜書房 1984
- 「東京トワイライトゾーン : タモリ倶楽部」久住昌之, 滝本淳助 著 日之出出版 1989
- 「タキモトの世界」 - 久住昌之と共著

（1992年4月 太田出版） ISBN 978-4872330557
（2013年3月 復刊ドットコム） ISBN 978-4835449364
- 「東京3D案内」 滝本淳助 撮影,えのきどいちろう 著 ソニー・マガジンズ 1993
- 「ステレオ必勝ガイド VOL.1」ステレオ必勝ガイド編集部編、太田孝幸&滝本淳助:総指揮 1993
- 「夢蔵 Super dream collection」久住昌之　情報センター出版局、1995（久住昌之の単独名義の著作だが、登場する夢の大半が、滝本が見た夢である）
- 「三昧般若経」 滝本淳助 写真 無双舎 2010
- 「滝本夢絵日記」 滝本淳助 著,久住昌之 聞き手 ポット出版 2015